# 千本木彩花・和多田美咲・赤尾ひかるのようこそ!グリーンハーベスト
『千本木彩花・和多田美咲・赤尾ひかるのようこそ!グリーンハーベスト』は、超!A&G+と音泉で2016年4月9日から2018年9月29日まで配信された動画ラジオ番組。

## 概要
パーソナリティを担当する新人声優の3人が、様々なコーナーを通して一人前の声優へと成長していく様をリスナーに届ける動画番組。ラジオネームは「グリハーネーム」としている。
マスコットキャラクターはスウィートハーベストくんとなっており、番組グッズにもデザインされている。
第58回放送より、番組終了後のコメントが千本木、和多田、赤尾本人の手書きとなった。

### 配信日
- 超!A&G+
  - 毎週土曜日 16:00 - 16:30（2016年4月9日 - 2018年9月29日）
- 音泉
  - 毎週土曜日 16:30より1週間アーカイブ配信（2016年4月9日 - 2018年9月29日）

### パーソナリティ
- 千本木彩花
- 和多田美咲
- 赤尾ひかる

## コーナー
ザ・ハーベスト・メール
ふつおたコーナー。
お悩み1000本斬り
リスナーからの悩み相談に対して、千本木が単刀直入に叩き斬るコーナー。
バイトリーダー和多田
過去に様々なアルバイト経験をしてきた和多田が担当するコーナー。リスナーからアルバイトにまつわる体験談・情報を募集する。
クイズ!はじめまして赤尾ひかるです。
独創性あふれる赤尾が、千本木・和多田に対してパーソナルクイズを出題する。
シチュエーションで一言!
リスナーから募集した様々なシチュエーションに対し、パーソナリティ3人が「どんな一言をいうか?」を演じる。
どっちの2択トーク!
リスナーから募集した2択問題に対し、パーソナリティ3人が答えていく。
意外な一面を発見!? 深層心理テスト!
リスナーから募集した心理テストに挑戦するコーナー。

## 番組公式キャラクター
- グリーンちゃん（作・千本木彩花）
- ベアーくん（同上）
- 大木さん（同上）
- たね坊（作・和多田美咲）
- スウィート・ハーベストくん（作・赤尾ひかる）

パーソナリティの3人が番組キャラクターを考え、リスナー投票（メール）と街頭投票による総選挙が行われ、「スウィート・ハーベストくん」が番組公式キャラクターに選ばれた。

## ゲスト
- 第64回（2017年6月24日） - 花守ゆみり、鈴木愛奈

## イベント
インターネットラジオステーション＜音泉＞文化祭2016 「ようこそ!グリーンハーベスト」「見えちゃうらじお♪」合同ステージ
- 開催日 - 2016年11月20日
- 会場 - 3331 Arts Chiyoda

## 関連商品
「千本木彩花・和多田美咲・赤尾ひかるのようこそ!グリーンハーベスト」収穫袋トートバッグ
- 販売日 - 2016年11月15日

「千本木彩花・和多田美咲・赤尾ひかるのようこそ!グリーンハーベスト」オリジナルTシャツ
- 販売日 - 2017年12月29日